# Achoerodus gouldii
Achoerodus gouldii (Richardson, 1843) è un pesce di acqua salata appartenente alla famiglia Labridae.

## Distribuzione e habitat
È endemico del sud-ovest dell'Australia, e il suo habitat è costituito principalmente da zone con fondo roccioso, molto ricche di vegetazione acquatica e scogli. Può essere trovato fino a 65 m di profondità.

## Descrizione

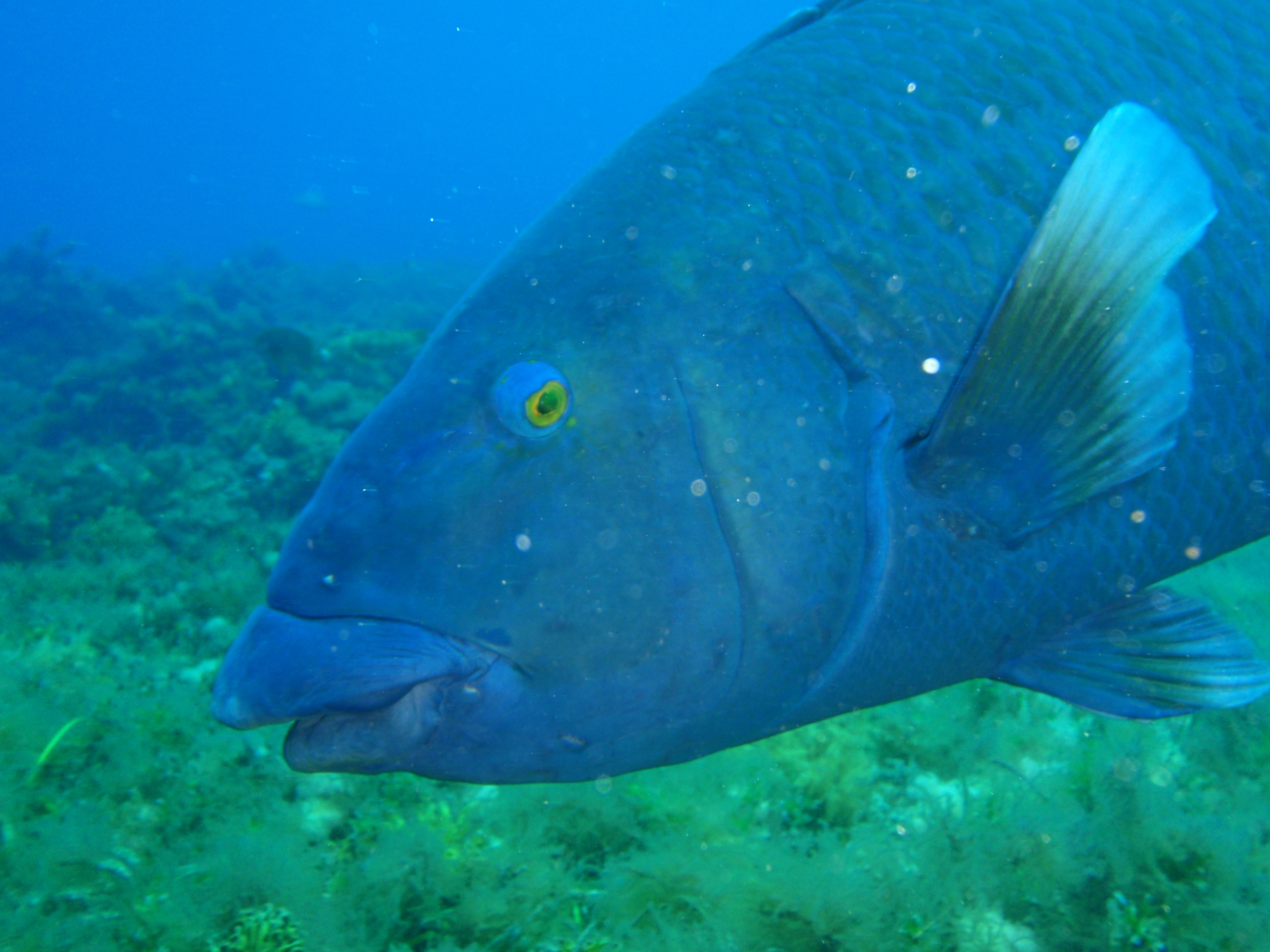
Testa

Presenta un corpo appena compresso lateralmente, allungato ma non particolarmente alto, con la testa dal profilo appuntito. La colorazione è prevalentemente blu-grigiastra, piuttosto uniforme; le pinne sono ampie e la pinna caudale è parzialmente trasparente e non è biforcuta. La bocca è grande, con labbra molto spesse.

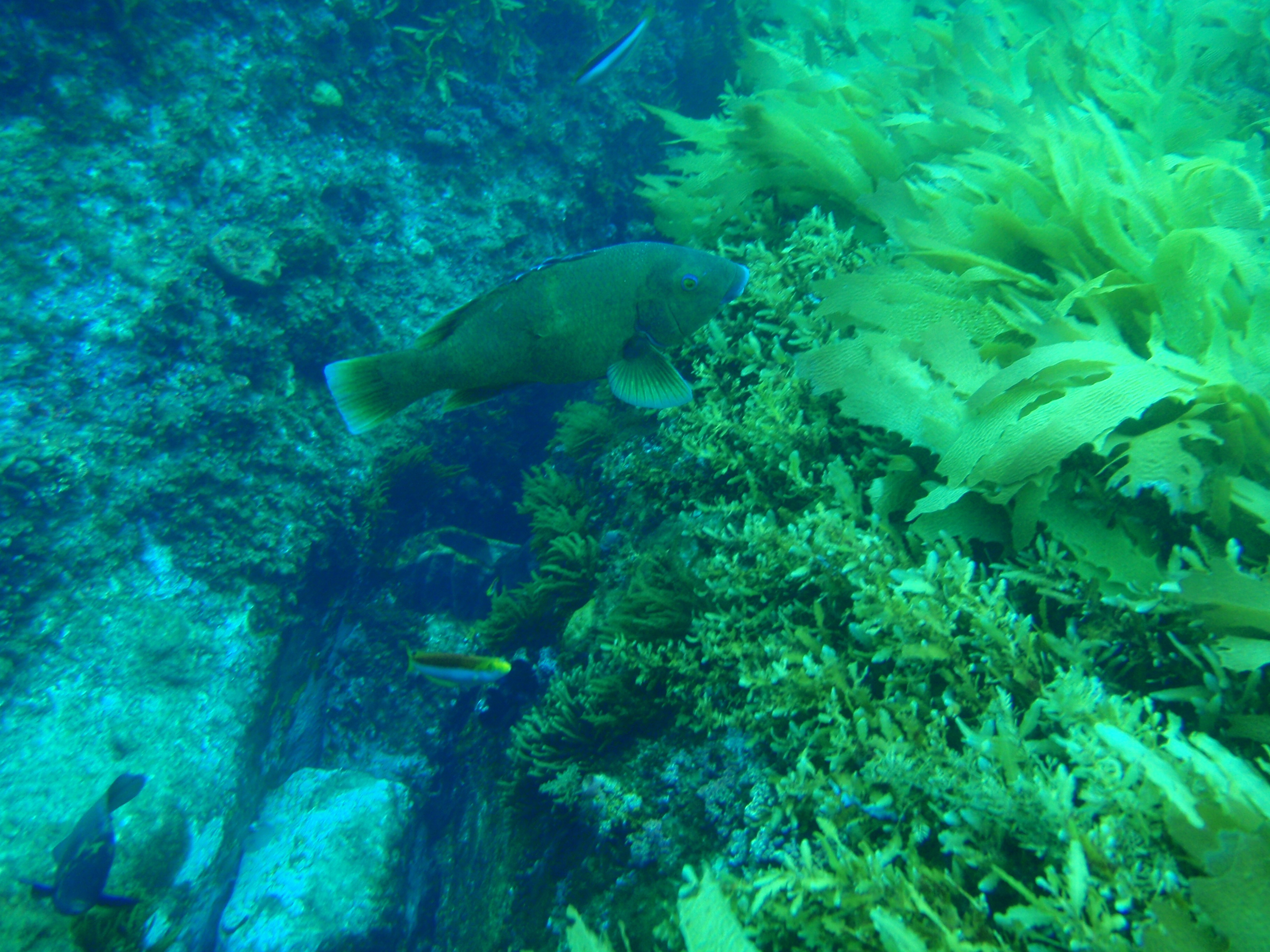
Esemplare femminile

È una specie di dimensioni molto grandi, che raggiunge i 175 cm e vive fino a 70 anni. È il labride più longevo. Di solito i maschi sono più grandi delle femmine. Il dimorfismo sessuale non è marcato solo nelle dimensioni, ma anche nella colorazione, solitamente verde per le femmine e blu scura per i maschi adulti.

## Biologia

### Alimentazione
È carnivoro e la sua dieta è composta sia da pesci ossei più piccoli che da varie specie di invertebrati marini come echinodermi, soprattutto stelle marine e ofiure, crostacei, in particolare granchi, e molluschi.

### Riproduzione
È oviparo e la fecondazione è esterna. È ermafrodita proteroginico. Le femmine raggiungono la maturità sessuale intorno ai 17 anni e cambiano sesso intorno ai 35, quando hanno una lunghezza di circa 83 cm. Le uova vengono disperse nell'acqua e non ci sono cure parentali.

## Conservazione
Questa specie è classificata come "vulnerabile" (VU) dalla lista rossa IUCN perché, visto che cambia sesso relativamente tardi, la pesca sta riducendo il numero dei pesci più grossi, i maschi. Ultimamente, nell'ovest dell'Australia, la sua pesca è stata regolamentata per evitarne la cattura eccessiva.